# Sebastián Ruiz de Apodaca
Sebastián José Ruiz de Apodaca y Eliza (Cádiz, 21 de agosto de 1747 – San Fernando, 6 de abril de 1818), fue un marino español, teniente general de la Real Armada Española.

## Origen
Nació en Cádiz en el seno de una ilustre familia de cargadores a Indias. Fueron sus padres el cargador Tomás Ruiz de Apodaca y López de Letona (1702, Manurga, Cigoitia, Álava – 1767, Veracruz, Nueva España), regidor y procurador general de Ondátegui. y Eusebia de Eliza y Lasquetti, gaditana de ascendencia vasca e italiana. Sus hermanos Juan José y Vicente fueron Virrey de Nueva España e intendente de la Real Armada, respectivamente, ingresando los tres a la Orden de Calatrava

## Carrera en la Real Armada
Realizó los estudios que hacían los jóvenes de su condición. Sentó plaza de guardia marina en el departamento de Cádiz (2 de enero de 1760). Al finalizar su formación, ascendió a alférez de fragata (10 de octubre de 1767) e inició su embarque como subalterno, realizando muchas campañas marítimas por el océano, Mediterráneo y ambas Américas. Ascendió a alférez de navío (15 de junio de 1769) y continuó realizando funciones subalternas.
Ascendió a teniente de fragata (11 de enero de 1773) y en poco más de un año a teniente de navío (28 de abril de 1774). Empleo donde consiguió, por fin, mandar un buque, el paquebote Guarnizo, que formó parte de la escuadra del marqués de Casa-Tilly.
Esta escuadra condujo al río de la Plata al ejército del general Cevallos; asimismo se halló en la toma de la isla de Santa Catalina y en las demás operaciones de guerra hasta la paz con los portugueses, que regresó a la Península. Ascendió a capitán de fragata (18 de octubre de 1777).
De capitán de navío, empleo al que había ascendido el 3 de febrero de 1780, y mandando el navío Firme, se incorporó a la escuadra combinada de España y Francia, bajo el mando del teniente general Luis de Córdova y el conde de Esteis, con la que hizo la segunda campaña al canal de la Mancha y apresó un convoy inglés de veinticuatro buques.
Posteriormente mandó Apodaca los navíos Trinidad, Triunfante, San Carlos y Conde de Regla, y con éste quedó agregado a la escuadra de Francisco de Borja, que al rompimiento de las hostilidades con la República Francesa en 1793, salió de Cartagena dirigiéndose al golfo de Parma, en Cerdeña; se halló en el apresamiento de la fragata francesa Elena y en la quema de la Rinchout, así como en la toma de las islas de San Pedro y San Antioco; después de lo cual pasó con la escuadra a cruzar sobre la boca de Tolón y costas de Provenza, extendiendo esta operación hasta Niza y Villafranca. Protegió los movimientos de los ejércitos piamonteses y napolitanos sobre las riberas del Var y regresó a Cartagena a consecuencia de la epidemia que había invadido las dotaciones de los buques, y a su llegada desembarcó cerca de tres mil enfermos de la escuadra. En 1783 había ingresado en la Orden de Calatrava, donde desde entonces fue caballero profeso, como sus hermanos Juan y Vicente.
Ascendió al generalato, brigadier, y quedó como subalterno en la escuadra de Juan de Lángara, arbolando su insignia en el mismo navío, Conde de Regla (14 de junio de 1785), con la que se trasladó a Livorno y llevó a Cartagena al príncipe de Parma, realizando a continuación operaciones en el Mediterráneo. Ascendió a jefe de escuadra (6 de febrero de 1794) y se le confirió el mando interino de las tres compañías de guardia marinas, pero no duró mucho, pues, a su petición, se le volvió a embarcar como general subordinado a la escuadra de José de Mazarredo (5 de mayo de 1795) y de allí pasó a la destinada a América al mando del Marqués de Socorro. 

### Trinidad
El 4 de agosto de 1796 salió de Cádiz arbolando Apodaca su insignia en el navío San Vicente y el día 6, por señal del comandante general, abrió un pliego cerrado y, al día siguiente, se destacó al mando de cuatro navíos y tres fragatas para la isla de Trinidad de Barlovento. A su llegada al puerto de Chaguaramas tuvo conocimiento de la declaración de guerra por Gran Bretaña (5 de octubre de 1796).
Uno de los primeros objetivos de los ingleses era la citada isla para poder controlar el tráfico comercial del Caribe. Invadieron la isla con fuerzas de mar y tierra muy superiores (16 de febrero de 1797) y al estar mal fortificada, con pocos recursos y con los buques de Apodaca bloqueados en el puerto mencionado, no cabía duda de que el resultado sería fatal para las armas españolas. Después de varias juntas de comandantes, que presidió Apodaca, decidió, de acuerdo con lo que prevenía la ordenanza, prender fuego a los cuatro navíos y una fragata de que se componía su escuadra en la madrugada del 17, estando los buques enemigos a tiro de cañón del fondeadero y habiendo desembarcado bastante tropa inglesa en dos lugares cercanos diferentes. Nada quiso sacar el general de sus buques, porque preveía que sería presa de los enemigos, y con únicamente sus armas el general Apodaca y las dotaciones de sus buques se pusieron a disposición del gobernador de la isla, el brigadier de la Real Armada José María Chacón, que capituló al día siguiente 18, quedando todos prisioneros de guerra y siendo trasladados por los ingleses a Cádiz.
Iniciada la Guerra anglo-española (1796-1802), el 16 de febrero de 1797, la flota del contralmirante Henry Harvey de la Marina Real británica bloqueó el barco en la bahía de Chaguaramas, donde la tripulación del barco quemó su propia nave al día siguiente para evitar su captura.

### Juicio y rehabilitación
El comandante del San Vicente Ferrer, Jerónimo Mendoza, fue sometido a Consejo de Guerra resultando absuelto en sentencia del 26 de mayo de 1798,
El Rey mandó ponerlo bajo arresto (4 de julio de 1797) en el castillo Fuerte-Luís, a la entrada del caño del Trocadero; se le formó causa y fue vista en consejo de generales de mar y guerra, presidido por el conde de Cumbre-Hermosa, capitán general de Andalucía y gobernador de Cádiz y declaró dicho tribunal justificada la conducta del general Apodaca, digno de la gracia del Rey y se comunicase la sentencia en la orden general del Ejército y la Armada. 
El rey Carlos IV no se conformó con la resolución y formó un Consejo de Guerra el 15 de mayo de 1798, celebrado en Cádiz. Se determinó que los mandos de la expedición fueran privados de sus empleos durante cuatro años. La providencia real posterior declaró que Chacón no defendió la isla de Trinidad de forma adecuada y que Apodaca determinó prematuramente el incendio de los buques bajo su mando y sin observar el orden gradual prevenido para estos casos en la ordenanza; siendo condenados Chacón a destierro de todos sus dominios a perpetuidad, acabando sus días en POrtugal. También se confirmaó la suspensión de empleo de los mandos de los buques, apercibiéndoles que en el futuro se ciñeran de forma literal a la ordenanza; asimismo se les impuso perpetuo silencio, es decir, no podían recurrir. 
Incomprensiblemente se ordenó de nuevo la prisión de Apodaca en el castillo de San Sebastián de Cádiz (20 de marzo de 1801), donde estuvo hasta que verificado el alzamiento nacional contra los franceses y cambiada la faz política de la Monarquía, ocupó el Ministerio de Marina el teniente general Antonio de Escaño, quien en nombre del rey Fernando VII le declaró libre, por Real Orden, de todo cargo en el proceso formulado con motivo de la quema de la escuadra bajo su mando en la isla de Trinidad y mantuvo el dictamen del consejo de generales de mar y tierra que entonces lo juzgó, habiendo tomado en consideración la opinión manifestada sobre la causa por la Junta nombrada para su examen, compuesta de ministros del Consejo Supremo de la Guerra y oficiales generales de Ejército y Marina. La rehabilitación de Sebastián Ruiz de Apodaca se completó el 7 de julio de 1809.
Por otra Real Orden la regencia del Reino mandó abonarle todos los tercios de sueldos que se le habían retenido injustamente durante todo el tiempo que duró su segundo arresto, porque era contrario a ordenanza (15 de marzo de 1812). Como desagravio ante el tiempo de prisión cumplido, fue ascendido a teniente general (14 de octubre de 1814), siendo Apodaca el primer jefe de escuadra promovido por Fernando VII a su regreso de Francia.
El resto de sus días los vivió tranquilamente en la Isla de León (actual San Fernando) hasta su fallecimiento de muerte natural.